# よしの冊子
『よしの冊子』（よしのぞうし）とは、寛政の改革で知られる松平定信の家臣・水野為長が、世情を定信に伝えるために記録した18世紀の風聞書。官界やそれらを取り巻く世間の内幕情報をまとめたもので、門外不出だったが、1820年ごろに発見された。書かれている内容は噂話であるため必ずしも史実とは限らないが、当時の世相を知る貴重な資料として多くの著作に利用されている。原本は無題だが、一段落ごとに「そのようだ」という伝聞を意味する「よし（由）」とあったことから、「よしの冊子」と呼ばれるようになった。

## 概要
賄賂が横行した田沼意次の時代が終わり、1787年に松平定信が30歳という若さで老中に抜擢されたが、経験の浅い定信は政府の内部事情に疎かったため、側近の水野為長が隠密を使って情報を集め、要旨をまとめて定信に渡していた。その原本は、天明初年 - 寛政中期（18世紀後半）に書かれ、全部で169から200冊あったと言われるが、所在はわかっていない。1830年（文政13年）に田内親輔が定信の遺箱の中から為長筆の原本を発見し、藩友以外に見せないよう明記の上、後世に定信の施政を伝える資料として抄出した。現存する写本はこの親輔の抄本を基にしており、桑名市立中央図書館、国立国会図書館、慶應義塾大学に所蔵されている。
内容は、個人の風聞・評判や人事が中心で、そのほか、定信邸内の事柄、都市や農村の情報、対外政策、思想まで多岐に渡る。

## 関連文献
- 『随筆百花苑 第八巻・第九巻 風俗世相篇』中央公論社（1980 - 1981）-「よしの冊子」の翻刻収録

安藤菊二責任編集、編集委員：森銑三・野間光辰・中村幸彦・朝倉治彦
- 『江戸の役人事情―『よしの冊子』の世界』 水谷三公、筑摩書房（ちくま新書, 2000) ISBN 4-48-005851-6
- 『武士の評判記 : 『よしの冊子』にみる江戸役人の通信簿』山本博文、新人物往来社（新人物ブックス, 2011） ISBN 978-4-404-03981-1